# Partula gibba
Partula gibba es una especie de molusco gasterópodo de la familia Partulidae en el orden de los Stylommatophora.

## Distribución geográfica
Se encuentra en Guam e Islas Marianas del Norte.